# Antepipona sudanensis
Antepipona sudanensis är en stekelart som beskrevs av Giordani Soika 1985. Antepipona sudanensis ingår i släktet Antepipona och familjen Eumenidae. Inga underarter finns listade i Catalogue of Life.